# Jean-Pierre Jaussaud
Jean-Pierre Gérard Jaussaud, (Caen, 3 de junio de 1937 - Hérouville-Saint-Clair, 22 de julio de 2021 fue un piloto de automovilismo francés. A destacar sus dos triunfos en las 24 horas de Le Mans, la primera vez en 1978, con Didier Pironi, al volante de un Renault Alpine A442B. La segunda victoria sucedió en 1980, con Jean Rondeau a los mandos del Rondeau M379.

## Biografía
Jean-Pierre Gérard Jaussaud, hijo de un tendero de ultramarinos en Caen, (Gérard Joseph Louis Jules Jaussaud, director de la empresa Dumond & Jaussaud, negociante de vino y tendero al por mayor), tuvo con gran rapidez el virus de la conducción. Debía tener 10 años cuando comenzó a conducir el Citroën 5 CV "Trèfle" de su padre, éste le enseñaba a conducir, siendo muy joven, en las pistas del Aeropuerto de Caen-Carpiquet. En los años 1950, el circuito de La Pradera en Caen tenía un halo de prestigio. allí concurrían destacados monoplazas y pilotos, tales como Stirling Moss, su piloto fetiche, así como Maurice Trintignant y Jean Behra. Así que el jovencito Jean-Pierre iba simplemente a ver e cerca aquellos coches. sin embargo, la idea de pilotar era tenaz y Jean-Pierre Jaussaud se desquitó en el karting, aprendiendo y descubriendo los secretos del oficio, que posteriormente le sirvieron. Tenía la mecánica en la piel y obtuvo de su padre, a los 20 años, la responsabilidad del parque de camiones de la empresa. Asimismo, administraba la fabricación de corchos para las botellas de vino de retour de consigne.
Una ocasión se presentó y  pudo satisfacer su naciente pasión. Un día le pidieron a su padre un camión y un remolque para ir a buscar un coche de carreras al aeropuerto de Saint-Gatien, cerca de Deauville. Era un AC Bristol, un monoplaza de la época. Jean-Pierre Jaussaud se ofreció bien como voluntario. Le remolcó a la salida del avión pero, en el camino de regreso a Caen, no pudo resistir la tentación de parar y ponerse al volante. Era un coche del piloto Horace Gould, cuya carrera deportiva se consolidó en Maserati.

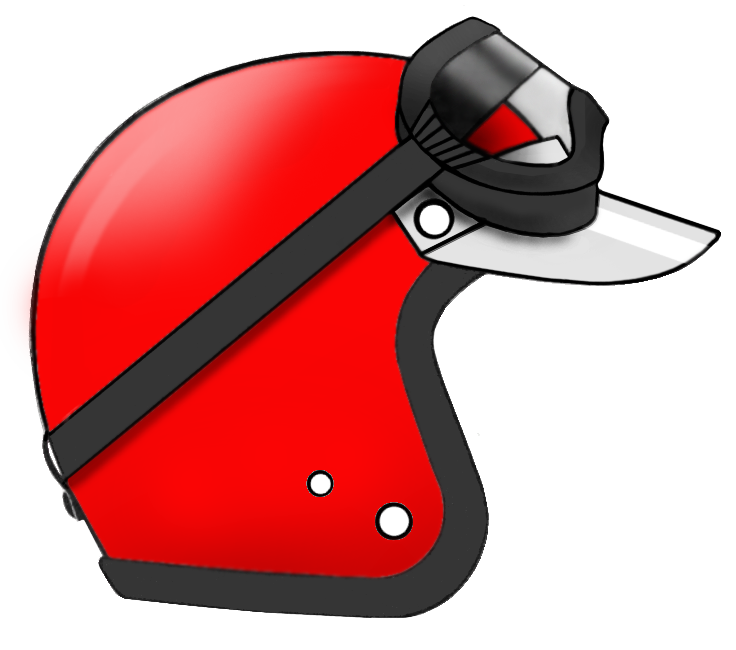
El primer casco de Jean-Pierre Jaussaud, un reluciente rojo con visera blanca (arriba), y diseño del segundo casco de Jean-Pierre Jaussaud, el más conocido (abajo).

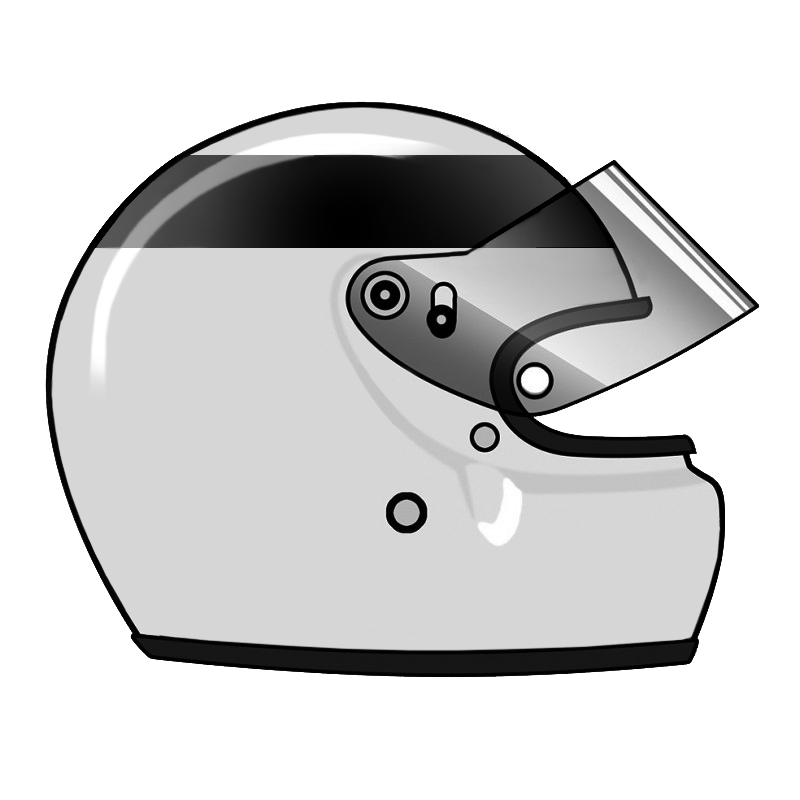

En 1962, Jean-Pierre Jaussaud cae por azar en la recién revista especializada Sport Auto, lo cual le sumergió inmediatamente en sus sueños. En las páginas de la revista, descube que el piloto inglés Jim Russell proponía cursos de pilotaje. Era una oportunidad demasiado atractiva como para dejarla escapar, así que pidió dinero prestado a su hermano y a su secretaria para poder inscribirse. Así que Jean-Pierre Jaussaud se pone rumbo a Inglaterra con su amigo de karting, Jean-Claude Pallis, y descubre el objeto de sus sueños más locos, un monoplaza Lotus 18 que él quiere pilotar.
De este modo, Jean-Pierre Jaussaud se inicia en el automovilismo a los 25 años, tras hacer cursos de pilotaje en la escuela de Jim Russell en el circuito de Snetterton, en el condado de Norfolk. Tras una breve toma de contacto, resultó ser más rápido que los monitores en la pista inglesa. En aquella misma época, por iniciativa de Jean Bernigaud, creador del primer circuito de Magny-Cours en el departamento de Nièvre, la escuela de Jim Russell crea una filial francesa, dotada del Volante Shell. Sobre este nuevo trazado, Jean-Pierre Jaussaud es también el más rápido de los 300 aspirantes al Volante Shell, campeonato que logra en 1963 frente a siete finalistas, entre ellos Alain Serpaggi y Jean-Paul Behra, hijo de Jean. Previamente, fue sorteado el orden de paso y cuando Jean-Pierre Jaussaud se da cuenta de que le han asignado el número 7, su número amuleto, dijo a los demás : «No merece la pena que os presentéis, he ganado!» Entre los miembros del jurado, estaba Jo Schlesser. Entonces el caenés sale a correr como un galgo. Más tarde comentarán que desde la primera curva a la izquierda, Schlesser cerró su cuaderno diciendo: «No vale la pena… es él! » con esta victoria, el jovial normando gana un Cooper BMC de Fórmula 3, el "must" en 1964 (coche que rápidamente destruirá en el circuito de Mónaco), y su lugar en el campeonato francés de Fórmula 3.
A continuación, Jean-Pierre Jaussaud se asoció al equipo Matra en 1965, y es entonces cuando inicia la gira por los circuitos europeos y sudamericanos en compañía de Jean-Pierre Beltoise, Henri Pescarolo y Johnny Servoz-Gavin. Todos llegaron a ser pilotos de Fórmula 1, a excepción de Jaussaud, algo de lo que era plenamente capaz, pero era demasiado gentil y cedió su plaza a otros. Finalmente, tuvo cinco oportunidades de acceder a la categoría reina, pero por desgracia nunca llegaron a concretarse. De lo que Jean-Pierre Jaussaud se lamentó eternamente.
Así, la escudería Matra contaba con cuatro buenas espadas. El 8 de abril de 1967, durante las pruebas preliminares de las 24 horas de Le Mans, Jean-Pierre Jaussaud es testigo del accidente mortal de su compañero Roby Weber, qui acababa de hacerse con su Matra 630 dotado de motor BRM. Jean-Pierre Jaussaud seguirá tres años más en la prestigiosa escudería de Jean-Luc Lagardère antes de salirse. En efecto, Matra, que lance su programa F1 en 1968, decide renunciar a la F3 pero también a "limpiar" sus efectivos. En un principio, Johnny Servoz Gavin, decepcionante en 1967 y tirando a demasiado arrojadizo, es apartado del equipo. Henri Pescarolo se asocia a Jean-Pierre Beltoise en F2, cuando un simple programa de puesta a punto del prototipo 630 es propuesto a Jean-Pierre Jaussaud. Frustrado, decide salirse de Matra. Éste será el viraje decisivo de su carrera. Entretanto, Johnny Servoz Gavin, qui se enmendó asegurándose la puesta a punto del prototipo 630 y consiguiendo algunos éxitos a su volante, es llamado a remplazar a Jackie Stewart, herido en el GP de Mónaco. Ya en 1967, al final de una carrera de F2 en Crystal Palace al volante de un Matra de Ken Tyrrell, el piloto grenoblés había sido citado por Bruce McLaren. Éste le proponía el volante de uno de sus Fórmula 1 para 1968 si Denny Hulme no podía quebrantar su contrato con Brabham.
Por su parte, siempre en 1968, Jean-Pierre Jaussaud vence magistralmente el Gran Premio de Mónaco de Fórmula 3 al volante de un Tecno, por delante de Peter Gethin, Ronnie Peterson y François Cevert. Injustamente, contraviniendo la costumbre, esta victoria no le abrió seguidamente las puertas de la Fórmula 1. Algunos meses después, en Monza, es víctima de un grave accidente en el que sale despedido de su Fórmula 2, que da vueltas de campana y se incendia. A destacar que de 1968 a 1970, Jean-Pierre Jaussaud ganó tres veces seguidas la Coupe de Pâques, en Nogaro, con su Tecno 68-3 Ford. En 1970, por fin obtiene el título de campeón de Francia de Fórmula 3, siempre al volante de un Tecno con un recién llegado al deporte del automóvil, "Meubles Arnold Team", tomado del nombre de un fabricante de muebles de Phalsbourg.

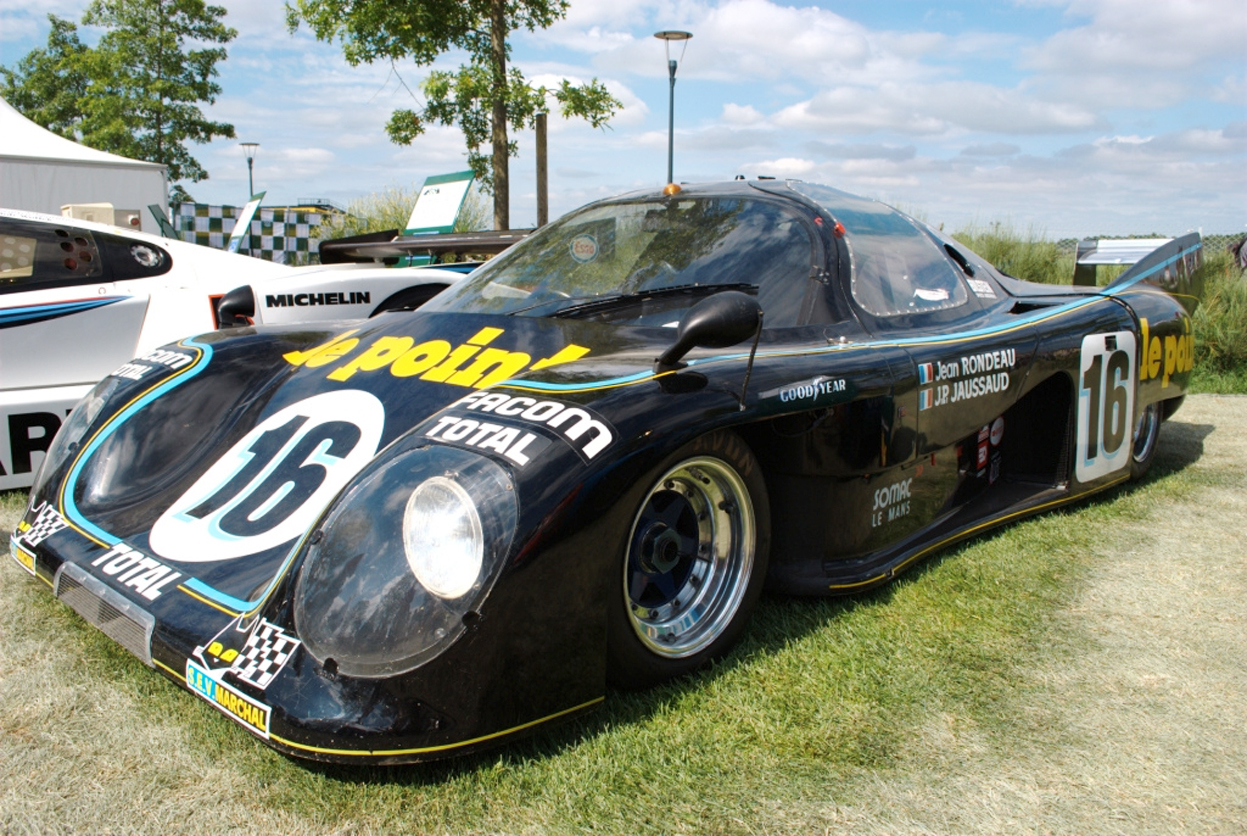
El Rondeau M379B con motor Ford Cosworth DFV/Mader V8 a 90° 4V DOHC de 2 993 cm^{3}, con el que Jean Rondeau y Jean-Pierre Jaussaud ganaron las 24 Horas de Le Mans 1980. Recorrieron 4608,020 km a 192 km/h de promedio, saliendo de la 5^{e} plaza en parrilla. Este coche desarrollaba 480 CV para una velocidad máxima de 340 km/h.

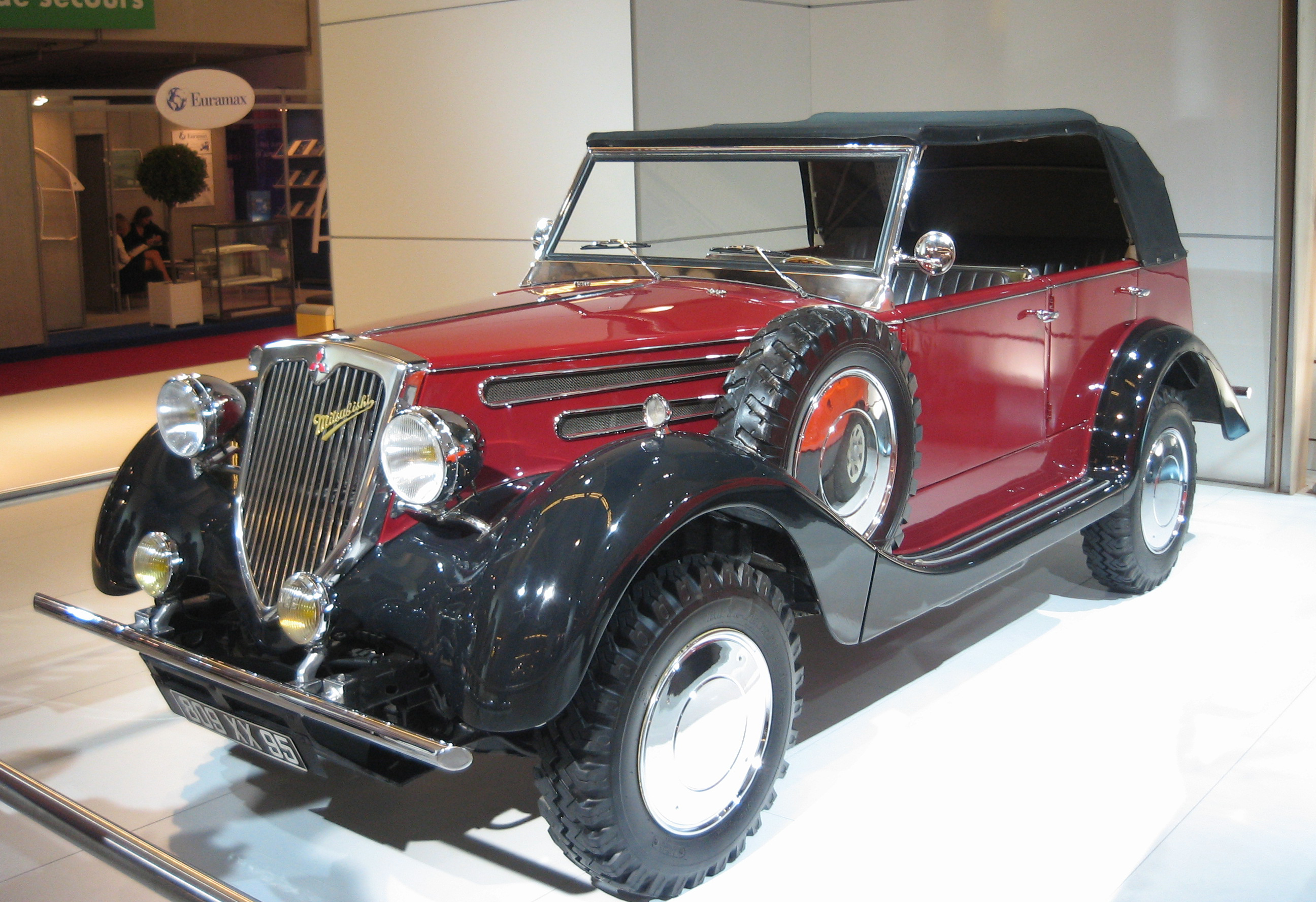
La versión de calle de la réplica del Mitsubishi PX 33, basado en el Montero, que pilotaba Papy Jaussaud en el Dakar 1989.

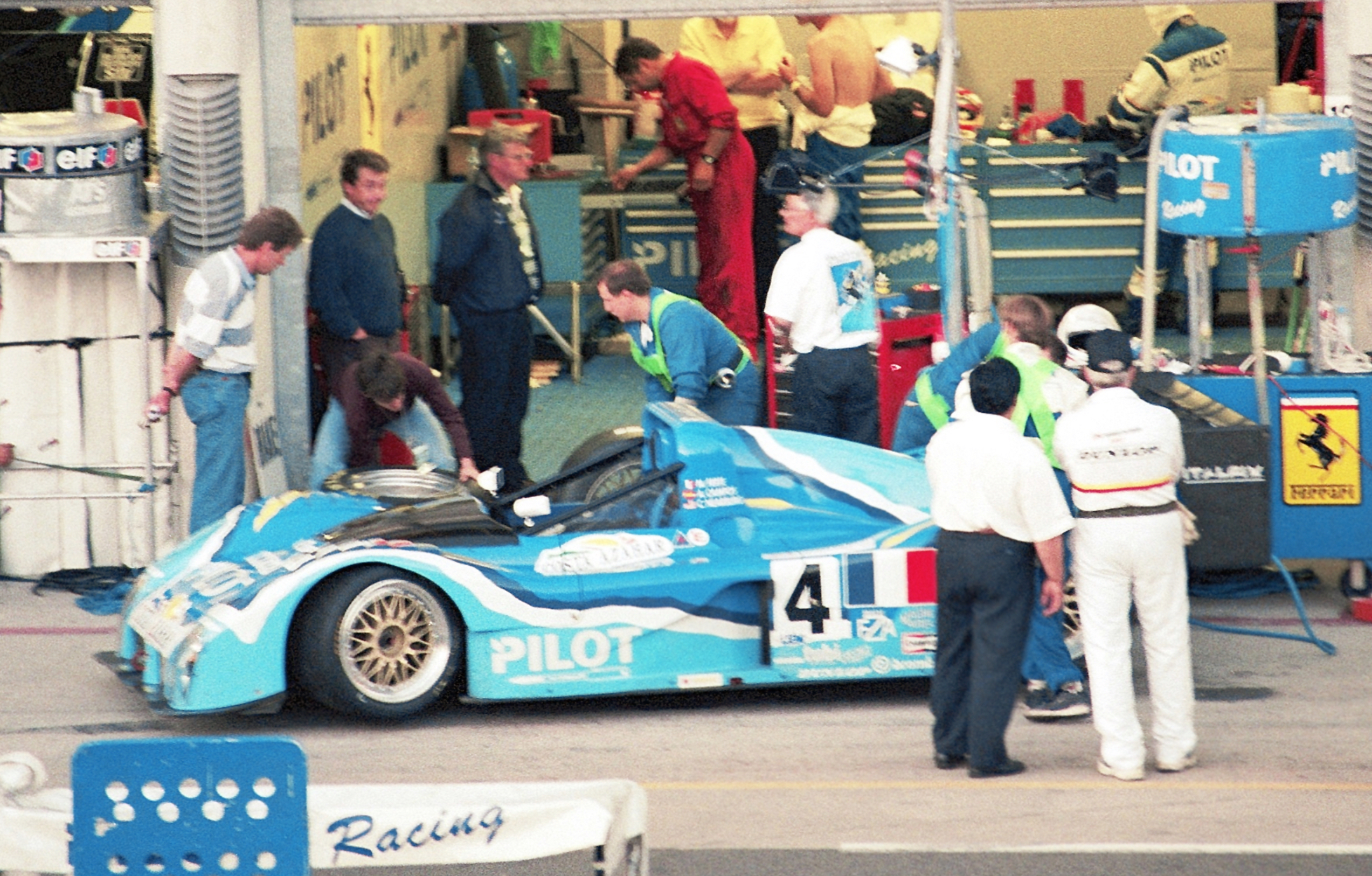
En 1980, Jean-Pierre Jaussaud fue piloto de pruebas de Renault en Fórmula 1. Aquel mismo año, formó equipo con el piloto y constructor nacido en Le Mans Jean Rondeau, ganando de nuevo las 24 Horas de Le Mans.

En 1971, Jean-Pierre Jaussaud efectúa una temporada completa en Fórmula 2 en la escudería «Shell Arnold Team» que inscribió a los March. Al año siguiente, pilota un Brabham privado y rivaliza con Mike Hailwood por el título europeo de Fórmula 2, que finalmente le obtiene el piloto inglés. En 1973, Jean-Pierre Jaussaud deja las carreras de monoplazas y se lanza a la resistencia. A partir de 1976, está contratado por Gérard Larrousse para integrar el equipo Renault Sport. Después de dos años, Jean-Pierre Jaussaud y su compañero Didier Pironi alcanzan la victoria en las 24 Horas de Le Mans, tras cubrir 5 044,530 km a un promedio de velocidad superior a 210 km/h. Para Jaussaud el dulce, el dominio de la sobrealimentación, paradójicamente, no generaba problemas, ya que él reaceleraba con prontitud, pero progresivamente, lo cual daba al turbo un tiempo de «respuesta» a la petición de potencia. Juntando ardor y experiencia, la alianza Jaussaud-Pironi va a demostrar todo el potencial del Alpine A442B para plantar cara a los temibles Porsche y lograr una aplastante e importante victoria mediática. Tras una carrera “sin historia” en los puestos de cabeza, el Alpine A442B nº 2 jamás se posicionó más allá del 4º en la clasificación provisional, el binomio Pironi-Jaussaud se pone al frente en la 18.ª hora de carrera, remplazando al Alpine nº 1 de Depailler-Jabouille que ha sido obligado a abandonar por problemas mecánicos. Y se mantuvieron claramente en el liderazgo, alcanzando la línea de meta como vencedores a las 16h00 el domingo 11 de junio de 1978. En el momento que Jean-Pierre Jaussaud tomó el liderazgo ante el Porsche 936 de Jacky Ickx, muchas responsabilidades pesaban sobre sus hombros. Inicialmente, eran Jean-Pierre Jabouille y Patrick Depailler quienes debían ganar la carrera. Su Alpine Renault A443 era más potente. Era una victoria de equipo y Jean-Pierre Jaussaud no podía quebrantar el sueño de las 300 personas que estaban tras él. Entonces escuchaba su motor y todos los ruidos. Estaba previsto que tomase el último relevo pero escuchó un crujido en la caja de cambios. Estaba tan preocupado que se lo comentó a Gérard Larrousse, el director de Renault Sport. Entonces éste le preguntó a Didier Pironi si había oído esos crujidos. El piloto franciliano respondió que no, y retomó el volante, cosa que jamás debió haber hecho, puesto que estaba sumamente cansado y había perdido 8 kg. Aquello pudo haber sido grave. Agotado y deshidratado, Didier Pironi se desvanecerá incluso antes de alcanzar el podio donde le esperaba Jean-Pierre Jaussaud. En el momento que sonó La Marsellesa entonada por miles de espectadores presentes, el campeón normando se derritió en lágrimas. Esta victoria fructificó gracias a todo un equipo y a los dos pilotos heroicos qui se citaron unos días después en los Campos Elíseos de París para desfilar el volante de su bólido.
En 1979, Jean-Pierre Jaussaud consigue el título de campeón de Francia de coches de producción con un Triumph Dolomite. "Su carrera preferida" fue la que se celebró en el circuito de Pau en junio de 1979, con el Triumph Dolomite del equipo Elvia Air Inter que formaba junto con René Metge. Carrera que él terminó solamente segundo, pero después de haber realizado una remontada increíble y como deslizándose, lo cual generaba que en cada vuelta, al pasar ante la tribuna Foch, se levantase todo el público presente. Aquel mismo año, Jean-Pierre Jaussaud disputa à Nogaro, al volante de un Surtees TS20, la manga francesa del Campeonato de Gran Bretaña de Fórmula 1 AFX en el que competían monoplazas de Fórmula 1 de segunda mano. Así como un premio de consolación, esta carrera de F1, fuera del campeonato del mundo, fue la única en la que participó en toda su carrera deportiva. pero el sueño terminará antes de tiempo a causa de una colisión en carrera.
En 1982, participará en el rallye París-Dakar à bordo de un Mercedes Clase G alcanzando el podio desde su primera participación. Sin embargo, éste no es su primera participación en el rally-raid, dado que ya había pilotado un Renault Rodéo 4x4 en 1979, y en 1982, con el Mercedes, fue su segunda participación. Seguidamente, continuó compitiendo en la famosa carrera creada por Thierry Sabine, de 1984 a 1987 con Mercedes, en 1988 al volante de un Lada Niva del equipo del parisino Jacques Poch, hombre de negocios del automóvil. En 1989 pilotó un Mitsubishi PX 33. En 1991 y 1992 participó al volante de un camión del constructor japonés Hino, con el que se presenta en la línea de salida en París. Por lo demás, ha participado en rallyes todoterreno con un buggy en 1989.
Durante su carrera, además de la Fórmula 3 y de la resistencia, Jean-Pierre Jaussaud ha pilotado en Fórmula 2 para Matra de 1966 a 1968, Brabham en 1970 y 1972, March en 1971, 1975, 1976, 1978 y 1979, Motul-Rondel Racing (la escudería de Ron Dennis) en 1973 y 1974, y Chevron en 1976 et 1978. En Fórmula 5000, corrió para Brabham y McLaren. Para finalizar el monoplaza, efectúa en 1986 una temporada de Fórmula Ford al volante de un Rondeau M585. Asimismo, ha pasado por el tamiz de los circuitos en campeonato de Francia de coches de producción durante varios años, en el cuso de los cuales ha pilotado el famoso Triumph Dolomite con el que se consagró en 1979. Incluso ha pilotado también un Ford y un Audi 80 en 1980 terminando 3º, un Ford en 1981 y en 1982, año en el que se pone al volante d un Alfa Romeo. En 1983, es con un R5 Alpine, y después con un BMW 635 con os que participa en este campeonato de France de coches de Producción, también conocido como campeonato de coches de Turismo. ya había pilotado para el constructor muniqués en 1973. En 1986, 1987 y 1989, continúa la ronda de los circuitos franceses con la marca de la hélice, al volante de un BMW 635 y de un M3. En 1986, también se puso a los mandos de un Mercedes 190, y en 1987 y 1988 pilotó un Ford Sierra.
Más tarde, Papy Jaussaud se enroló en las copas monotipo: en el Trofeo Peugeot 505 en 1983, 1985 y 1987, en  la Copa Porsche Turbo Cup en 1987, 1988, 1989, 1990 y 1991 con un 944, en el Trofeo Peugeot 309 en 1988, 1989 y 1990, en el Trofeo Citroën AX de Circuitos en 1988 y 1989, y finalmente en Fórmula Francia en 2003.
Además de carreras de circuitos y su participaciones en el París-Dakar, por otra parte también se ha inscrito en rallyes, con un Matra en 1965 y 1966, y con Porsche 911 en 1969, 1974, 1979 y 1980. Jean-Pierre Jaussaud ha participado también en algunas carreras de montaña en 1965 con Matra, 1969 con Tecno, 1971 con Alpine A110, en 1973 con March y en 1983 con Porsche 911. Asimismo, también ha corrido en rallycross, en 1978 con un Volkswagen Golf, un Alpine A110 y un Renault 5, en 1979 con un Alpine A110, en 1980 con un Matra Murena y un Alpine A310, en 1982 con un Matra Murena, un VW Golf y un Porsche 911, en 1985 con Citroën y finalmente en 2008, en la Copa Logan. También ha hecho autocross en 1975, 1978 y 1979 en especial con Punch.
Las carreras sobre hielo no han escapado al deseo de este as normando del volante. Sobre este terreno tan peculiar, ha pilotado un Alpine A110 en 1973, 1974 y 1977, un Porsche 911 en 1974 y después en 1984, un Alfasud en 1974 y 1976, un Renault 30 en 1980, un Fiat Panda en 1985, un Citroën Visa en 1985, 1986 y 1989, un Peugeot 205 Turbo 16 en 1986 y 1987, un R5 Turbo en 1987 y 1991.
Jean-Pierre Jaussaud a continuado en competición hasta 1992, para a continuación hacerse instructor de carreras. Entretanto, ha continuado activo en rallyes y en exhibiciones hasta 2005. Al inicio de su carrera, acumuló primeros puestos en los Campeonatos de Francia de Fórmula 3 durante los años 1960. Destaca su victoria en el Gran Premio de Mónaco de Fórmula 3 en 1968. Sus días de gloria son, sin duda, sus dos victorias en las 24 Horas de Le Mans en 1978 con Didier Pironi con el Renault Alpine A442 y en 1980, con Jean Rondeau con el Rondeau-Ford.
Aparte del ámbito de la competición, Jean-Pierre Jaussaud ha probado un Norma "Coupé Alfa 3 litros" en 1989. Asimismo, en 1997, con motivo de una gran fiesta organizada por su hijo Éric y su nuera Laurence en el circuito de Bugatti, al cumplir sesenta años y por sus treinta años de carrera, su amigo y compañero calvadosino Michel Ferté acudió con su Ferrari 333 SP que pilotaba en aquel tiempo en el seno de su propio equipo, el Team Pilot Racing, en International Sport Racing Series. Papy Jaussaud pudo entonces pilotar un Ferrari de carreras por primera vez en su vida, así se hizo realidad un viejo sueño ante los ojos de sus amigos Henri Pescarolo, Johnny Servoz-Gavin y Jim Russell, sun profesor de la escuela de pilotaje en 1963.
Seguidamente, el nombre de Jean-Pierre Jaussaud queda para siempre asociado a las carreras de automóviles. En efecto, su March 712M de F2 del Team Arnold (1971) continúa ganando en manos del piloto Robert Simac, varias veces campeón de Europa de Formule 2 histórica (cuatro títulos seguidos, de 2013 a 2016), más de 45 años después de su construcción. Jean-Pierre Jaussaud sin embargo ha quedado presente por mucho tiempo durante las concentraciones automovilísticas, como las 24 Horas de Le Mans, Le Mans Classic, y Les Grandes Heures automobiles en el Autódromo de Linas-Montlhéry, por ejemplo.
Jean-Pierre Jaussaud es el padrino del Caen Rétro Festival desde la primera edición de esta concentración consagrada a coches antiguos en el hipódromo de la Pradera, en Caen, en la que ha participado en varias reposiciones, así como presidente del jurado del concurso de elegancia. Éste pone en escena coches emblemáticos de época con sus ocupantes arreglados y vestidos de acuerdo con la época.

## Carrera en F1

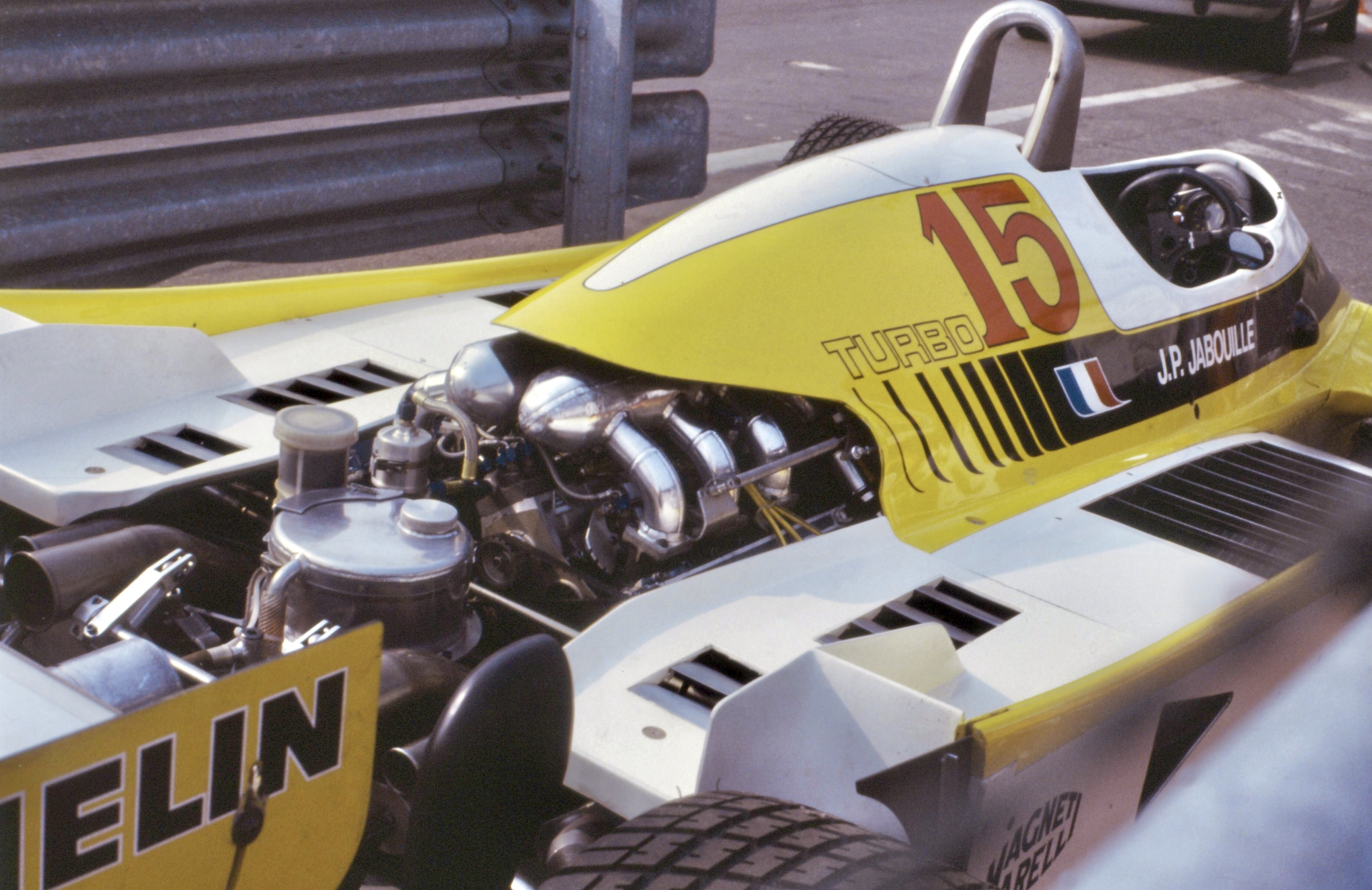
El Renault RE20.

1980: piloto de pruebas de Renault con el RE20.

## Palmarés
Jean-Pierre Jaussaud tien en su haber 40 victorias en el Campeonato de Francia de Fórmula 3, destacando un Gran Premio de Mónaco, 3 victorias en Fórmula 2, una victoria en el Campeonato del mundo de coches de turismo, 3 victorias en Campeonato del mundo de coches de Superturismo, una victoria en las 6 Horas de Le Mans, y sobre todo 2 victorias en las célebres 24 Horas de Le Mans. En conjunto suma 51 victorias.
- 1960 : se inicia en el karting
- 1963 : primer laureado con el Volante Shell en Magny-Cours
- 1964 : 1er GP de Pau F3, 3º en el Campeonato de Francia de Fórmula 3 (Cooper)
- 1965 : 2e championnat de France F3, 2 victorias (Matra)
- 1966 : 3e championnat de France F3, 3 victorias (Matra)
- 1967 : 2e championnat de France F3, 6 victorias (Matra) / 2º de la Temporada Argentina F3 (detrás de Jean-Pierre Beltoise)
- 1968 : 1º en el GP de Mónaco F3, 3º Campeonato de Francia de Fórmula 3 (Tecno)
- 1969 : 2e Campeonato de Francia de Fórmula 3, 4 victorias (Tecno)
- 1970 : Campeonato de Francia de Fórmula 3, 7 victorias (Tecno)
- 1971 : 3º en el Gran Premio de Pau F2 (March)
- 1972 : Subcampeón de Europa de Fórmula 2, 3 victorias (Brabham)
- 1973 : 3º en las 24 Horas de Le Mans (Matra-Simca MS670B)
- 1974 : Subcampeón de Fórmula Atlantic
- 1975 : 3e en las 24 Horas de Le Mans (Mirage GR8)
- 1976 : 3e en las 24 Horas de Le Mans (Inaltera LM76-Ford)
- 1978 : Vencedor de las 24 Horas de Le Mans  con Didier Pironi, a bordo del Renault Alpine A442B
- 1979 : Campeón de Francia "Producción" clase 2,5 litros (Triumph Dolomite)
- 1980 : Vencedor de las 24 Horas de Le Mans  con Jean Rondeau a bordo del Rondeau M379-Ford / 3.º en el Campeonato de Francia de Producción
- 1982 : 3º en el París-Dakar (Mercedes)
- 1998 : Vencedor de las 6 Horas de Le Mans

## Resultados

### 24 Horas de Le Mans
En resistencia, Jean-Pierre Jaussaud ha participado en 13 ediciones de la carrera de automóviles más célebre del mundo sobre el circuito sartés. Asimismo, también ha participado en otras grandes pruebas de este campeonato del mundo. También ha pilotado para Matra de 1965 à 1968, un Alfa Romeo Tipo 33 en 1969, para Chevron en 1971 y 1972, de nuevo para Matra en 1973 y 1974 (año en la carrera de la que también pilotó un Ligier JS2), para Lola en 1975 y 1976, para Mirage en 1975, de nuevo para Chevron en 1976 y 1977, para Inaltera en 1976, para Alpine en 1977 y 1978, incluso para Mirage-Ford en 1979, para Rondeau en 1980 y 1983, para Cheetah en 1981 y 1983, y finalmente para Sauber (Del Bellos) en clase 2 litros en 1987.
| Años | Equipos                                             | Relevos de pilotaje           | Coches               | Clases | Vueltas | Pos. | Clas. Pos. |
| ---- | --------------------------------------------------- | ----------------------------- | -------------------- | ------ | ------- | ---- | ---------- |
| 1966 | Matra Sports                                        | Henri Pescarolo               | Matra MS630-BRM      | P 2.0  | 38      | Abd. | Abd.       |
| 1967 | Matra Sports                                        | Henri Pescarolo               | Matra MS630-BRM      | P 2.0  | 55      | Abd. | Abd.       |
| 1973 | Équipe Matra Simca Shell                            | Jean-Pierre Jabouille         | Matra-Simca MS670B   | S 3.0  | 331     | 3º   | 3º         |
| 1974 | Équipe Matra Simca Gitanes                          | Bob WollekJosé Dolhem         | Matra-Simca MS670B   | S 3.0  |         | Abd. | Abd.       |
| 1975 | Gulf Research Racing Co.                            | Vern Schuppan                 | Mirage GR8-Ford      | S 3.0  | 330     | 3º   | 3º         |
| 1976 | Inaltera                                            | Christine BeckersJean Rondeau | Inaltera LM76-Ford   | GTP    | 264     | 21º  | 3º         |
| 1977 | Renault Elf                                         | Patrick Tambay                | Renault Alpine A442  | S 3.0  | 158     | Abd. | Abd.       |
| 1978 | Renault Elf                                         | Didier Pironi                 | Renault Alpine A442B | S 3.0  | 369     | 1º   | 1º         |
| 1979 | Grand Touring Cars Ltd. Ford Concessionaires France | Vern SchuppanDavid Hobbs      | Mirage M10           | S 3.0  | 121     | Nc.  | Nc.        |
| 1980 | Le Point Jean Rondeau                               | Jean Rondeau                  | Rondeau M379         | S 3.0  | 338     | 1º   | 1º         |
| 1981 | Otis Jean Rondeau                                   | Jean Rondeau                  | Rondeau M379         | S 3.0  | 58      | Abd. | Abd.       |
| 1982 | Otis Jean Rondeau                                   | Jean Rondeau                  | Rondeau M382         | C      | 111     | Abd. | Abd.       |
| 1983 | Otis Jean Rondeau                                   | Philippe Streiff              | Rondeau M482         | C      | 12      | Abd. | Abd.       |

### Rally Dakar
| Año     | Categoría | Copiloto             | Vehículo      | Posición | Etapas |
| ------- | --------- | -------------------- | ------------- | -------- | ------ |
| 1982    | Coches    | Michel Briere        | Mercedes Benz | 3.º      | 1      |
| 1983    | Coches    | Jean Da Silva        | Mercedes Benz | Ret.     | -      |
| 1984    | Coches    | Jean Pierre Fontenay | Mercedes Benz | Ret.     | -      |
| 1985    | Coches    | Jean Pierre Fontenay | Mercedes Benz | Ret.     | -      |
| 1988    | Coches    | Jean-Paul Oligo      | Lada Niva     | Ret.     | -      |
| 1989    | Coches    | Jean-Paul Oligo      | Mitsubishi    | 30.º     | -      |
| 1991    | Camiones  | Guy Huynen           | Hino Ranger   | 7.º      | -      |
| 1992    | Camiones  | Hideki Shibata       | Hino Ranger   | 5.º      | -      |
| Fuente: |           |                      |               |          |        |

## Distinciones y recompensas
- Jean-Pierre Jaussaud ha recibido la cruz del Valor militar con estrella de bronce por acto de bravura durante la guerra de Independencia de Argelia.

Jean-Pierre Jaussaud no es el primero de su familia en haber brillado en el seno del ejército francés. Su abuelo, Eugène Jaussaud, participó en la Primera Guerra Mundial del 2 de agosto de 1914 al 2 de enero de 1919. Destinad inicialmente a Lisieux como presidente de la Comisión de embargo de automóviles, recibió una carta de felicitación del general por su organización de convoyes sobre Verdún y termina la guerra con el grado de capitán.
Al inicio de la Segunda Guerra Mundial, su padre, Gérard Jaussaud, es piloto de combate sirviendo en la 4ª escuadrilla, llamada "Petits poucets", integrada en el grupo de combate II/4 creado el 15 de mayo de 1939. La escuadrilla se estaciona en Marruecos bajo el mando del Capitán Pierre Claude que morirá en combate en Alsacia el 25 de septiembre de 1939.

## Galería
|  |  |  |  |
|  |  |  |  |

## Familia Jaussaud
Jean-Pierre Jaussaud desciende de una gran familia de Caen que durante mucho tiempo ha marcado el territorio normando con los establecimientos Dumont & Jaussaud, situados antaño en el corazón del barrio Saint-Jean, en el 135 de la calle Saint-Jean y en el 6-8 de la calle Moisant de Brieux, a la sombra de la iglesia Saint-Jean. Esta sociedad había sido fundada el 18 de octubre de 1909 durante la reactivación del importante comercio creado por Louis Dumont, por su hijo Émile Dumont y su yerno Eugène Jaussaud. Inicialmente, los establecimientos Dumont-Jaussaud habían sido fundados para una duración de solamente doce años, así que deberían  expirar el 6 de octubre de 1921. Sin embargo, los dos cuñados se abstuvieron de prorrogar regularmente la sociedad, lo cual no les impidió seguir formando una sociedad de hecho para explotar la importante empresa. La situación se mantuvo así y no se topó con dificultada alguna por parte de la banca o de cualquier otra administración. Esta sociedad familiar era en aquel tiempo considerada como la más antigua y más importante casa de alimentación de Calvados. Ganó buena reputación por su formalidad, en especial bajo la Ocupación, tiempo en el que no se le pudo acusar de tráfico con el enemigo. Después de la Segunda Guerra Mundial, la reactivación se hizo muy parcialmente en una casa particular situada en el 6 de la calle del Doctor Rayer, después en unos locales provisionales montados sobre su antiguo emplazamiento. En estos reductos, en 1945 y 1946, la actividad fue progresivamente desarrollándose en condiciones difíciles, tanto en el plan financiero como la exigüidad de los locales.
El origen de la Sociedad se remonta al 21 de abril de 1881, cuando Louis Dumont llegó a Caen a los 14 años, después a Saint-André-sur-Orne donde su madre regentaba una tienda de comestibles, para trabajar en Lenormand en calidad de mayorista en droguería. La tienda al por mayor se estableció en el 20 del bulevar du Sable, en una dependencia de una bella construcción de tres pisos. Esta casa burguesa se situaba, antes de la Segunda Guerra Mundial y la destrucción de Caen en junio de 1944, justo enfrente de las Galeries Lafayette. Una semana después de casarse con Gabrielle Lenouvel, Louis Dumont compra, con el apoyo financiero de su suegro, Émile Edmond Lenouvel, un importante intermediario de comercio de Caen, el negocio del señor Lenormand. Ha desarrollado sobre todo una clientela que se desplaza por ferrocarril hasta Angers, además de vinos y licores. Es entonces cuando le ayuda en el negocio su hija Suzanne que se hace su secretaria desde que finaliza la escuela. El 1 de abril de 1907, es la propia esposa de Eugène Jaussaud que relevará el 18 de octubre de 1909, junto con su cuñado Émile Dumont, a Louis Dumont. En esta ocasión, el negocio cambia su denominación, pasando a ser establecimientos Dumont & Jaussaud, no obstante sin pasar ante un notario. Es entonces una sociedad de hecho a igualdad de partes. A lo largo de su desarrollo, la empresa familiar se traslada al 135 de la calle Saint-Jean, detrás de la calle sobre un terreno comprado a dos propietarios diferentes. Al estallar la Primera Guerra Mundial asume la dirección Suzanne hasta el regreso de su esposo Eugène Jaussaud y de su hermano Émile Dumont.
La clientela de entonces la formaban pequeños tenderos de comestibles y cubría 3/4 de Calvados así como la mitad del departamento vecino Mancha. Los vinos eran suministrados en toneles cuidados por una cuadrilla de cuatro toneleros. En 1930, la plantilla se compone de 90 empleados. También se construyeron bodegas en cemento con fibra de vidrio. Las expediciones se hacen a bordo de seis camiones Saurer para satisfacer las peticiones de seis viajeros, de los cuales uno vivía en Saint-Lô. A continuación, el embotellado del vino se sumó a las competencias de la sociedad. La reputación de la casa es entonces excelente gracias a la calidad del reparto y de la casi ausencia de errores.
La guerra de 1939 no produjo grandes cambios en la marcha del negocio hasta el desastre de junio de 1940, cuando una parte del personal y su familia, 80 personas, tomaron la dirección del centro geográfico francés, bajo la dirección de Suzanne Jaussaud y de su hijo Jean. Así que descienden hasta Agén. Eugène Jaussaud, que habla con soltura el alemán, se ha quedado solo en Caen con el personal para hacer funcionar el negocio y enfrentarse a la ocupación. Tras regresar de su éxodo, Suzanne retoma sus actividades.
Louis Jaussaud, el segundo hijo de Eugène y Suzanne, queda prisionero mientras que su esposa y sus dos hijos regresan a Caen. En cuanto a Gérard, el tercer hijo, es piloto de combate con su escuadrilla de "Petits poucets" llegado a Marruecos. En 1943, Eugène Jaussaud muere en Caen. Émile Dumont, su cuñado y socio retirado en Niza, muere en 1964. El bombardeo de Caen en 1944 provoca el derrumbamiento del almacén y del edificio de la dirección. Los archivos son destruidos y la contabilidad incendiada. La casa personal de Eugène y Suzanne Jaussaud, en el 20 de la calle Guilbert, se hundió en la calle Moisant de Brieux. Conminado por los alemanes, Gérard es obligado a abandonar su casa con esposa e hijos (entre ellos el futuro piloto Jean-Pierre Jaussaud) para reunirse con su familia política en Culan en el centro francés.
Milagrosamente, Suzanne Jaussaud guardó en su bolso la copia del seguro “riesgo de guerra” que Gérard, tres meses antes, había hecho firmar a duras penas por su tío Émile Dumont. Suzanne retoma en solitario el resurgir del negocio que de nuevo echa a andar, primero en el 6 de la calle Docteur Rayer sobre el césped del parque, después de nuevo en la calle Saint-Jean donde aún se alza el cierre metálico que recubre el patio de carga y sus dársenas. Estando las cubas reparables, se alzaron tres áreas de barracas. El primer cuidado que tuvo Suzanne Jaussaud fue de enviar a donde los proveedores de la empresa, a El Havre, a Orleans y a Verson, a ejecutivos de la casa. Es así como los mercaderes empezarán de nuevo a surtit al espacio de la calle del Dr Rayer. Simbólicamente, los primeros productos propuestos por la casa son escobas de paja de arroz, fabricadas en Verson donde Hébert. Los vinos siguieron casi al mismo tiempo, el Mediodía francés aún no le había abordado.
Luego llegó el tiempo de la concentración parcelaria de diferentes barrios del centro de Caen donde la familia Jaussaud no fue dañada. El hecho de que la entrada de la empresa se retirase veinte metros en relación con la calle Saint-Jean con la que se comunica a través de un pasadizo común, priva a la familia de una importante cuota de revalorización. Son forzados a elegir otro terreno, quedando los mayoristas excluidos del centro de Caen. Entonces se les propone un terreno de la calle Lanfranc. Es Gérard Jaussaud, padre de Jean-Pierre, que se encarga de todas las negociaciones y transacciones relacionadas con el cambio de terreno de la calle Saint-Jean contra el de la calle Lanfranc, comunicado por una vía férrea que les asegura larga vida al negocio.
La reconstrucción, difícil a causa de la forma rómbica del terreno, se lleva a cabo y empieza a funcionar unos meses más tarde en 1957. Pero las dificultades de tesorería llegan rápidamente. Es necesario pagar a los Jaussaud una compensación importante para adquirir el terreno a cambio del de Saint-Jean. Además, los rivales directos, Paul-Auguste Halley en Lisieux y Duval Lemonnier en Carentan, son atacados por los bombardeos, de lo cual Halley salió indemne, mientras que Duval Lemonnier es muy poco dañado. La clientela de Dumont & Jaussaud se da cuenta muy rápido, demasiado rápido, de las dificultades de tesorería de la empresa. Éstas se vuelven rápidamente inasumibles.
Por su parte, Paul-Auguste Halley, que había llegado a un acuerdo con Duval Lemonnier, puede atacar a Dumont & Jaussaud en el centro de su actividad. Para mantener las cifras de negocios, Les caeneses son forzados a ir siempre a buscar más lejos una clientela ya visitada por sus dos rivales. Halley, que sabía por su banco de las dificultades de los Jaussaud, garantiza junto con el banco de estos últimos, la C.I.N., el pago de los débitos y entabla con Gérard Jaussaud conversaciones de las que su hermano Louis no puede formar parte. Finalmente, Halley-Duval Lemonnier, conocidos como Promodès retoman los establecimientos Dumont & Jaussaud, dejando a la familia la propiedad entera de los muros con un alquiler simbólico. Gérard Jaussaud conserva un puesto de director que resulta vacío de todo contenido, dado que no tiene posibilidad alguna de intervención, ni de firma. Su hermano Louis se queda en el sector de ventas, ocupándose de las gestiones  de colectividades.
En 1969, Promodès crea la marca Champion en referencia a la creciente notoriedad adquirida en el deporte del automóvil por Jean-Pierre Jaussaud, el hijo de Gérard Jaussaud al que Paul-Auguste Halley había recomprado la empresa familiar. Unos años después de esta recompra, Promodès decide entretanto abandonar la calle Lanfranc. La familia Jaussaud se vuelve a verse entonces por un año sin inquilino. Y así hasta 1979, cuando se concluye un acuerdo de alquiler de los edificios con Bernard (hermano de René Gruau) y Marie-Madeleine Gruau, que introducen la insignia bretona Leclerc en los locales de la calle Lanfranc, sobre el terreno de Promodès, el gigante normando de la distribución.
Hoy en día, Éric Jaussaud, hijo de Jean-Pierre, tras una carrera de auxiliar de vuelo en Air France, organiza "eventos de karting" y carreras de prototipos Fun'Boost en el circuito de Mer, con su sociedad Jaussaud Events. Éric es el mayor de los tres hijos nacidos del matrimonio de Jean-Pierre con Françoise, llamada Fanchon, nacida en Le Mans a la que Jean-Pierre conoció cuando Gérard Jaussaud envió al futuro piloto de automovilismo a la Sarthe para obtener su bachillerato.

## Muerte y homenajes
Jean-Pierre Jaussaud falleció en Hérouville-Saint-Clair la noche del 21 al 22 de julio de 2021. El funeral tuvo lugar el viernes 30 de julio de 2021 en la iglesia Saint-Gilles de Caen en presencia de sus viejos amigos pilotos, Henri Pescarolo, Jean Ragnotti y Michel Ferté, y también de Patrice Moinet, autor del libro de café biográfico Jean-Pierre Jaussaud, ma vie de pilote publicado el 6 de febrero de 2015, y de los caeneses Pierre Ragues, piloto, Joël Bruneau, alcalde de la ciudad, y Michel Leneveu, creador del Caen Rétro Festival. Para la ocasión, el primer karting de Jean-Pierre Jaussaud y el Alpine A442B, con el que el piloto normando logró su primer triunfo en las 24 Horas de Le Mans en 1978, fueron llevados y dispuestos en la plaza de la iglesia a fin de rendir homenaje al campeón desaparecido, junto con una foto gigante colocada sobre el pavimento.
Poco tiempo antes de su muerte, Jean-Pierre Jaussaud, que rindió honor a Normandía durante toda su carrera, recibió la medalla de honor de la ciudad de Caen de manos del alcalde Joël Bruneau. Éste se desplazó al domicilio del antiguo piloto para entregarle directamente la medalla.
| Obras que rinden homenaje a Jean-Pierre Jaussaud |  |
|                                                  |  |

### Vídeos
- Jean-Pierre Jaussaud entrevistado por Marc Menant, ina.fr, emitida por Antenne 2 el 11 de junio de 1977 (consultado el 22 de julio de 2021).
- José Rosinski entrevista a Jean-Pierre Jaussaud y Gérard Larrousse, ina.fr, emitida por TF1 Automoto el 10 de junio de 1978 (consultado el 22 de julio de 2021).
- Circuito de PAU - Jean-Pierre Jaussaud -
- Herencia #4 Jean-Pierre Jaussaud 1937-2021
- Jean-Pierre Jaussaud - Piloto de carreras de automóviles!
- Jean-Pierre Jaussaud - Le Mans en el V de V de la FFSA 2012
- 24 horas de Le Mans. La victoria de Rondeau
- El Matra F1 de Jacky Stewart por Jean-Pierre Jaussaud
- Las Grandes Horas del Automóvil 2015 : Entrevista a Jean-Pierre Jaussaud
- Las Grandes Horas del Automóvil 2016 : Entrevista a Jean-Pierre Jaussaud
- Palabras finales de las 24h Jean Pierre Jaussaud con los señores Jaussaud padre e hijo
- Jean-Pierre Jaussaud y Jean Ragnotti en Le Mans Classic 2018
- Homenaje a Jean-Pierre Jaussaud - 30 de julio de 2021 en Caen